# Borghi (cognome)
Borghi è un cognome di lingua italiana.

## Varianti
Borga, Borgati, Borgato, Borgazzi, Borgese, Borghesan, Borghese, Borghesi, Borghesio, Borghetti, Borghetto, Borghigiani, Borghini, Borgi, Borgia, Borgiani, Borgo, Borgogna, Borgogni, Borgognini, Borgogno, Borgognone, Borgognoni, Borgoni, Borgonovi, Borgonovo, Borgonuovo, Borgotti, Burgatti, Burgio, Burgo, Dal Borgo.

## Origine e diffusione
Cognome tipicamente centro-settentrionale, compare prevalentemente in Lombardia ed Emilia-Romagna.
Potrebbe derivare da un toponimo chiamato Borgo o dalla regione della Borgogna o ancora dai prenomi medioevali Borgo e Borghese. Il cognome presenta lo stesso etimo del cognome Bergamo ed è semanticamente affine a Villa.
La variante Borghese è prevalentemente meridionale; Borgia compare al Centro-Sud; Borgogni è toscano.

## Persone
- Enrico Borghi (1967) – politico italiano
- Erminia Borghi-Mamo (1855-1941) – soprano italiano, figlia di Adelaide
- Francesco Borghi (1991) – ex hockeista su ghiaccio italiano
- Claudio Borghi (1970) - politico italiano
- Alessandro Borghi (1986) - attore italiano
- Guido Borghi (1950) pittore scultore musicista Italiano